# Lambert (bankiers)
Lambert was een familie van bankiers in België tijdens de negentiende en twintigste eeuw.

## Samuel Lambert
In 1838 vestigde de Fransman Samuel Cahen zich in Brussel en wijzigde zijn naam in Samuel Lambert. Hij was getrouwd met Jenny Low Lovy, genaamd Eugénie Lion. Hij werd de assistent van zijn aanverwant Lazare Richtenberger, die de correspondent was in Brussel en Antwerpen van de Rothschilds, meer bepaald van de Franse tak. De twee mannen dienden vaak als tussenpersoon voor de transacties tussen de Rothschilds en de jonge Belgische Société Générale. 
In 1853 stichtte Samuel Lambert een bank op eigen naam. Daarnaast was hij ook nog kunstschilder.

## Leon Lambert
Leon Lambert (Antwerpen, 27 maart 1851 - Parijs, 30 januari 1919), zoon van Samuel Lambert, gaf belangrijke impulsen aan de familiale bank. 
Hij trouwde in 1882 met barones Zoé de Rothschild (Parijs, 25 februari 1863 - 16 augustus 1916), dochter van baron Gustave de Rothschild (1829-1911) en Cecile Anspach (1840-1912). De Bank Lambert werd sindsdien beschouwd als een Belgische correspondent van de Rothschildbanken, ook al opereerde ze onafhankelijk. Ze werd de bank voor de persoonlijke zaken van koning Leopold II en interesseerde zich aan activiteiten in de Kongo-Vrijstaat. Nog voor de oprichting van deze staat verstrekte Lambert al kaskrediet aan de beginnende koloniale administratie. In 1899 nam Leon Lambert deel aan de oprichting van de Tanganyka Concessions en van de mijnmaatschappijen in Katanga en Rhodesië.
In 1896 werd Leon Lambert in de erfelijke adelstand opgenomen, met de op de oudste erfgenaam overdraagbare titel van baron. Hij nam als devies Conscientia Lux mea.
De banden met de familie Rothschild werden nog nauwer aangehaald door het huwelijk van zijn dochter Betty (1894-1969) met Rodolphe von Goldschmidt-Rothschild (1881-1962), hoewel dit huwelijk slechts een tiental jaren stand hield.

## Henri Lambert
Baron Henri Samuel Philippe Gustave Lambert (Brussel, 1 maart 1887 - Etterbeek, 6 oktober 1933) volgde zijn vader op. Hij was veertig toen hij trouwde met de Oostenrijkse Johanna de Reininghaus (1899-1960) en eenenvijftig toen hij overleed. Ze hadden twee zoons en een dochter
Onder zijn leiding was de familiale bankinstelling aandeelhouder geworden in tal van ondernemingen. Zo was hij onder meer bestuurder bij Vieille-Montagne. Na de bankencrisis van de jaren dertig werd de scheiding gemaakt tussen de depositobank Banque Lambert en de holding Groupe Lambert. De vroege dood van Henri maakte dat de leiding van bank en holding door professionele financiers, vrienden van de familie.
Hij stierf onverwacht aan de gevolgen van een chirurgische ingreep.

## Leon Lambert
Baron Leon Jean Gustave Lambert (Etterbeek, 2 juli 1928 - Anderlecht, 28 mei 1987) kwam vanaf het begin van de jaren vijftig aan het hoofd van Groupe Lambert en Banque Lambert. Beide vennootschappen kenden in de jaren vijftig en zestig een grote expansie.
Onder zijn bestuur bouwden groep en bank een merkwaardige hoofdzetel. Het modernistische meesterwerk, gelegen aan de Marnixlaan in Brussel, is het enige Europese gebouw van de beroemde Amerikaanse architect Gordon Bunshaft en wordt erkend als een van de belangrijkste modernistische gebouwen in België. Leon Lambert nam de bovenste etage als zijn residentie en had er de nodige ruimte om zijn collectie hedendaagse kunst in onder te brengen. Onder zijn impuls begon ook de bank aan het aanleggen van een kunstverzameling.
In 1953 werd hij bestuurder bij de Société d'Investissement du Nord, die toen geleid werd door Georges Pompidou, directeur van de Banque Rothschild. De voornaamste activiteit van de Groep Lambert ontplooide zich binnen de Compagnie d'Outremer en zijn vele participaties in andere vennootschappen.
In 1975 was hij van nabij betrokken bij de fusie tussen de Bank van Brussel en de Bank Lambert en tussen de beide holdings. Hij werd voorzitter van de raden van bestuur van Groep Brussel Lambert en Bank Brussel Lambert. Hij zetelde ook in talrijke raden van bestuur, zoals Tractebel en Petrofina.
Baron Lambert liet zich omringen door vertrouwenwekkende financiers en bekende personaliteiten. Naast Camille Gutt waren dit onder meer Georges Moens de Fernig, Jean-Charles Snoy et d'Oppuers, Jean-Pierre de Launoit, Lode Claes, Pierre Wigny, Jacques Thierry, Jean Godeaux, Ernest de Selliers de Moranville enz.
Leon Lambert bleef vrijgezel. Over de oorzaak van zijn vroege dood werd veel gespeculeerd.

## Philippe Lambert
Baron Philippe Lambert (Etterbeek, 3 maart 1930 - 21 september 2011), broer van Leon Lambert, speelde een rol binnen de groep en de bank, in het kielzog van zijn broer. Hij werd bestuurder van de Groep Brussel Lambert, van de Bank Brussel Lambert en vooral van de Bank Brussel Lambert Zwitserland, waar hij het grootste deel van zijn activiteiten aan wijdde.